# 東哥德王國
東哥德王國（英語：Ostrogothic Kingdom，489年－553年），官方名称意大利王国（拉丁語：Regnum Italiae），是日耳曼民族的一支——東哥德人建立的國家。隨著東哥德人在西羅馬帝國滅亡後遷入義大利，東哥德王國的勢力約在義大利半島及附近地區。

## 历史

### 背景

#### 日耳曼民族大遷徙
考古學家及語言學家從北歐銅器時代文化的證據中推斷日耳曼民族的發源地應在今日的斯堪地納維亞半島南部、日德蘭半島及德國北部。日耳曼民族在西元前五世紀時已經從他們的發源地向外擴展了。
剛開始靠近羅馬帝國邊境的日耳曼部族與羅馬帝國的接觸包括了貿易、移民，有些日耳曼人成了奴隸，有些日耳曼人則以個人或團體聯盟的方式加入羅馬帝國的軍隊，羅馬帝國也與一些日耳曼部族有過征戰。到了四世紀，羅馬帝國的軍隊其實常常是羅馬人指揮之下的日耳曼族軍隊，日耳曼人在羅馬軍隊裡的地位也逐漸重要起來。
四世紀末，中亞地區來的匈人向西移動，住在羅馬帝國邊境的日耳曼人爲求避難又再度大量湧入了羅馬帝國境內，即日耳曼民族大遷徙。五世紀時，移入羅馬帝國的日耳曼人在羅馬帝國境內建立了數個王國，如北非的汪達爾王國、伊比利半島的西哥德王國、高盧的法蘭克王國等等。

#### 西羅馬帝國的滅亡
四世紀起，日耳曼人在羅馬軍隊裡的地位日增。到了五世紀中，羅馬帝國的皇帝已經沒有權力了。456年到475年日耳曼人李希梅爾統治義大利，這期間，在466年到476年之間的五位羅馬皇帝都只是他們任意拔擢、罷黜的傀儡。繼李希梅爾之後掌權的是奧多亞塞，他在476年罷黜了上述皇帝中的第五位皇帝，也就是西羅馬帝國的最後一位皇帝——羅慕路斯·奧古斯圖盧斯。至此，西羅馬帝國滅亡。

#### 东哥特人
東哥特人是哥特人的東部分支。他們在達契亞定居並建立了一個強大的國家，但在 4 世紀後期，他們受到了匈奴人的統治。在 454 年匈奴帝國瓦解後，大量東哥特人被羅馬帝國的潘諾尼亞省的馬西安皇帝定居為罗马雇佣军。與大多數其他雇佣军編隊不同，哥特人並沒有被羅馬軍隊的結構和傳統所同化，而是保留了他們自己的強大身份和凝聚力。460 年，在利奧一世統治期間，由於停止支付年費，他們蹂躪了伊利里庫姆。和平於461年締結，年輕的狄奧多里克·阿马尔，阿馬爾家族的狄奥多米尔（Theodemir）的兒子，作為人質被送往君士坦丁堡，在那裡他接受了羅馬式多教育。
前幾年，一大批哥特人，先是在阿斯帕手下，然後是在西奧多里克斯特拉博手下，在羅馬軍隊服役，是君士坦丁堡宮廷的重要政治和軍事力量。在 477-483 年期間，在 474 年繼承了父親的 Theodoric the Amal、Theodoric Strabo 和新的東方皇帝芝諾之間發生了複雜的三方鬥爭。在這場衝突中，聯盟經常發生變化，巴爾幹半島的大部分地區被它蹂躏。
最終，在斯特拉波於 481 年去世後，芝諾與狄奧多里克達成和解。默西亞和达契亚的部分地區被割讓給哥特人，Theodoric 被任命為军队总指挥（magister militum praesentalis）和 484 年的執政官。僅僅一年後，狄奧多里克和芝諾就鬧翻了，狄奧多里克的哥特人再次蹂躪色雷斯。就在那時，芝諾和他的顧問們想到了一个一石双鸟的计划，並指揮狄奧多里克對抗帝國的另一個麻煩的鄰居——意大利的奧多亞塞王國。

### 哥特征服意大利

#### 狄奧多里克的統治
當時東羅馬帝國的皇帝芝诺任命東哥德族領袖狄奧多里克為帝國官員去驅逐篡位的奧多亞塞。狄奧多里克率領東哥德人在489年越過阿爾卑斯山，打敗了奧多亞塞，並成為亚平宁半岛的統治者。
狄奧多里克雖然是東哥德族領袖，但是是一個受過教育的人。他的童年在君士坦丁堡以人質的身分度過，並在當地接受了教育。488年，一方面是東哥德族國王一方面又有東羅馬帝國官員身分的狄奧多里克被東羅馬帝國皇帝芝诺派去重新征服義大利。493年，狄奧多里克征服了拉文納，並且殺了奧多亞塞。理論上，狄奧多里克只是君士坦丁堡管轄下的一個副王（viceroy）。然而，在實際上，東羅馬帝國對狄奧多里克並沒有約束的能力。
當時西羅馬帝國雖然已經不存在了，在伊比利半島、高盧、義大利等地，西羅馬帝國的遺民的人數也遠遠多過他們的統治者——哥特人。在這些地方，法律的適用性通常是依據種族背景來分的。西羅馬帝國的遺民還是適用羅馬法，而日耳曼人則適用日耳曼人的法律。在狄奧多里克統治之下的義大利也是如此：西羅馬帝國的遺民適用羅馬法，而東哥德族人則可以說是獨立於西羅馬帝國遺民之外，保持自己的風俗習慣，受自己同族之中的貴族治理；哥特武士成为了当地的军事贵族，除此之外的大部分帝國时期的社會制度在他们的统治下保存了下來。
狄奧多里克是一位出色的統治者，在他的統治之下義大利比五世紀的任何一位皇帝統治之下的情況還要好。对于罗马留下来的财政制度，哥特政府未曾作出什么新的修改。罗马度量衡制和罗马驿站制继续下去。各种旧直接税甚至那在东罗马已由阿那斯塔细亚取消的"金银税"也保留着，哥特的赋税不如过去罗马赋税那样的苛重。政府的开支更是少得多；教会和公共教育机关都没有领到什么定额补助费；军费的开支在和平时期原是很少的；官吏俸给看来是远低于罗马官僚制政府的官俸；而且其中大部分可能是由行政费内开支的。可以說，西羅馬帝國的文明在狄奧多里克的統治之下在義大利延續下來了。在城市裡，古典時代的法律學校與修辭學校仍然興旺。狄奧多里克改變稅制，試著使賦稅更為公平，穷人少缴税，富人多缴税。相較於五世紀的兵荒馬亂来说，狄奧多里克的統治給了義大利三十年的和平。
對外政策方面，狄奧多里克透過一系列的聯姻把一些其它日耳曼人建立的王國組成聯盟。狄奧多里克把自己的妹妹嫁給阿兰-汪達爾王國的國王，一個女兒嫁給西哥德王國的國王，另一個女兒嫁給了勃艮第王國（約在今日法國羅納河河谷一帶）的國王，狄奧多里克自己則是娶了法蘭克王國國王克洛維的妹妹。如此一來，東哥德王國成了日耳曼人建立的王國彼此之間因聯姻而建立的關係的中心。
狄奧多里克还成为了西哥德王國的攝政王。當時的西哥德王國據有高盧西南部及大部分的伊比利半島。因此，狄奧多里克的影響力從義大利半島一直延伸到今日的葡萄牙、西班牙、法國西南部。

#### 和西歐日耳曼人的關係
狄奧多里克在外交政策而非國內事務中出現並充當了獨立的統治者。通過聯姻，他試圖在西方蠻族國家中建立中心地位。正如喬丹內斯所說：“......在西奧多里克的一生中，沒有一個種族是西奧多里克沒有結識或征服的。”這部分是一種防禦措施，部分是為了製衡受到帝國的影響。他的女兒嫁給了西哥特國王阿拉里克二世和勃艮第王子西吉斯蒙德，他的妹妹阿馬爾弗里達嫁給了汪達爾國王特拉薩蒙德，而他自己則取了法蘭克國王克洛維斯一世的妹妹奧多弗萊達。
這些政策在維持和平方面並不總是成功：狄奧多里克發現自己與克洛維斯交戰，後者在506年襲擊了高盧的西哥特人領地。法蘭克人迅速取得成功，在Vouillé戰役中殺死了阿拉里克，並在507年征服了阿基塔尼亞。然而，從508年開始，狄奧多里克的將軍們在高盧戰役，並成功地為西哥特人拯救了賽普提馬尼亞，並以勃艮第人為代價將東哥特人的統治擴展到了山南高盧。510年，狄奧多里克在那裡重建了已不復存在的高盧普力奪地區。現在狄奧多里克與西哥特王國有共同的邊界，在那裡，在阿拉里克死後，他還作為他年幼的孫子阿馬拉里克的攝政王統治了那裡。
家庭紐帶對西吉斯蒙德也沒有多大幫助，他作為一個堅定的迦克頓基督徒與君士坦丁堡建立了密切的聯繫。狄奧多里克認為這是一種威脅，並打算與他作戰，但法蘭克人首先採取行動，於523年入侵勃艮第，迅速制服了它。狄奧多里克只能通過將他在杜蘭斯河以北的普羅旺斯的領地擴展到伊澤爾河來做出反應。
與汪達爾人的和平，在500年與特拉薩蒙德結為聯姻，以及他們作為阿里烏勢力對抗君士坦丁堡的共同利益，在523年特拉薩蒙德死後崩潰。她和她的隨從被謀殺。狄奧多里克死時正準備對他進行一次遠征。

#### 和东羅馬帝国的关系
由於政治和宗教原因，狄奧多里克與他名義上的宗主東羅馬皇帝的關係一直很緊張。特別是在阿納斯塔修斯統治期間，這些衝突導致了幾次沖突，但都沒有升級為全面戰爭。在504-505年，狄奧多里克的軍隊發動了一場運動，以收復潘諾尼亞和具有重要戰略意義的色米姆，該鎮以前是意大利普力奪轄區的一部分，現在被格皮德人佔領。
這場戰役取得了成功，但也導致了與帝國軍隊的短暫衝突，哥特人和他們的盟友取得了勝利。在國內，由於帝國對Henotikon的支持以及阿納斯塔修斯的一性論信仰導致羅馬和君士坦丁堡宗主教之間的阿卡西亞分裂，在狄奧多里克的手中發揮了作用，因為以教宗西瑪克為首的意大利的神職人員和羅馬貴族大力推動反對他們。
因此，有一段時間，狄奧多里克可以指望他們的支持。法蘭克人和西哥特人之間的戰爭導致狄奧多里克和皇帝之間重新發生摩擦，因為克洛維斯成功地將自己描繪成西方教會對抗“異端”阿里安哥特人的鬥士，獲得了皇帝的支持。這甚至導致阿納斯塔修斯在508年派遣一支艦隊，蹂躪普利亞海岸。
隨著查士丁一世在518年的去世，似乎恢復了更和諧的關係。Eutharic，Theodoric的女婿和指定的繼任者，被任命為519年的執政官，而在522年，為了慶祝Acacian分裂的治愈，賈斯汀允許兩位執政官都由Theodoric任命。然而很快，查士丁的反阿里烏立法將導致新的緊張局勢，哥特人和參議院之間的緊張局勢加劇，他們的成員，作為迦克墩派，現在將他們的支持轉向皇帝。
狄奧多里克的懷疑被截獲主要參議員和君士坦丁堡之間的妥協信件而得到證實，這導致波伊提烏斯在524年被監禁和處決。教宗若望一世被派往君士坦丁堡代表阿里安人進行調解，儘管他取得了他的使命，在他返回時被監禁並在不久後死亡。這些事件進一步激起了民眾反對哥特人的情緒。

### 后狄奧多里克时代

#### 統治機制的固有问题
古典文明要在狄奧多里克統治之下的義大利復興看起來似乎是有希望的。然而，東哥德王國的統制機制有很大的問題。
狄奧多里克統治之下的東哥德王國對西羅馬帝國的遺民跟東哥德人有雙重的制度。一方面，狄奧多里克是東哥德人的國王，另一方面，他是東羅馬帝國的官員，治理著為數眾多的西羅馬帝國的遺民，而東哥德人的角色像是他們的保護者。信仰方面，西羅馬帝國的遺民信奉的是正統派的基督教，而東哥德人信奉的是基督教裡有爭議性的阿里烏派。
東哥德人要成功地統治義大利，必須要得到西羅馬帝國的遺民的合作。但是如前所述，這兩群人的社會在許多方面明顯不同。東哥德人與西羅馬帝國遺民之間的互信基礎也不夠。可以說，東哥德王國在義大利成功的統治，靠的其實是狄奧多里克個人的能力。一旦狄奧多里克不在位了，這樣的統制機制其實並不穩定。

#### 狄奧多里克身后
狄奧多里克在526年去世。繼位的是狄奧多里克未成年的外孫阿塔拉里克，而阿塔拉里克的母親，也就是狄奧多里克的女兒阿瑪拉遜莎則為攝政王。
527年，查士丁尼一世成為東羅馬帝國的皇帝。查士丁尼一世是一位有野心的皇帝，進行了一系列復興羅馬帝國的戰爭。首先他派將軍貝利薩留對汪達爾人出兵，在534年滅亡了汪達爾王國，汪達爾人從此在歷史舞台上消失。535年，又派貝利薩留對東哥德王國作戰。

#### 东罗马的再征服
東羅馬帝國和東哥特王國之間從 535 年到 554 年在意大利、達爾馬提亞、撒丁島、西西里島和科西嘉島爆发了哥特战争。它通常分為兩個階段。第一階段從 535 年持續到 540 年，以拉文納的陷落和拜占庭人對意大利的明顯重新征服而告終。
在第二階段（540/541-553），哥特抵抗在托蒂拉的領導下重新振作，並在納爾塞斯的長期鬥爭後才被鎮壓，納爾塞斯還擊退了法蘭克人和阿拉曼尼的 554 入侵。同年，查士丁尼頒布了實用主義制裁，規定了意大利的新政府。然而，意大利北部的幾個城市一直堅持到 560 年代初。
這場戰爭的根源在於查士丁尼收復前西羅馬帝國省份的野心，這些省份在上個世紀（遷移時期）因野蠻部落的入侵而丢失。到衝突結束時，意大利遭到破壞，人口大幅減少。結果勝利的拜占庭人發現自己無法抵抗 568 年倫巴第人的入侵，這導致意大利半島的大部分地區喪失。

### 維蒂吉斯的統治

#### 临危受命
在貝利薩留的攻打之下，東哥德王國的王位從狄奧多里克的家族轉移到了另外一位領袖维蒂吉斯的手中。536年，維蒂吉斯在對抗貝利薩留的戰爭中即位為東哥德王國國王。維蒂吉斯是阿瑪拉遜莎在當時唯一存活的小孩——瑪瑟遜莎（Mathesuentha）的丈夫。不過這樁婚姻只是支持維蒂吉斯的王位繼承的政治婚姻而已。
維蒂吉斯統治之下的東哥德王國還是無法抵擋東羅馬帝國的攻擊。貝利薩留繼續向北攻下了米蘭，並且在540年攻下了東哥德王國的首都拉文納。維蒂吉斯與瑪瑟遜莎都被俘擄。
這個時候，查士丁尼一世給了東哥德人一個“慷慨”的協議：東哥德人交出他們一半的財物給東羅馬帝國，則可在義大利西北部保有一個獨立的王國。貝利薩留將消息告知東哥德人。東哥德人並不信任查士丁尼一世而比較信任貝利薩留，他們提出一個條件：只要貝利薩留背書，他們就接受協議。然而，這個條件卻使得協議陷入僵局。

#### 最终亡国
540年，因為維蒂吉斯的失利，一群貴族認為他們需要一位新的領袖。這群貴族的首領艾拉里克（Eraric）支持貝利薩留。在徵得其它人的同意之後，他們決定要將王位讓給貝利薩留。貝利薩留還是對查士丁尼一世忠心的。他假裝同意這項提議，前往拉文納進行加冕，然後出其不意地逮捕東哥德人的領袖，並且將全部東哥德王國置於東羅馬帝國的統治之下——這次沒有“慷慨”的協議了。
接下來，被選為東哥德王國國王而在540年繼位的是伊狄巴德（Ildibad，又寫為Hildebad或Heldebadus）。
一方面，東羅馬帝國的東邊正在與波斯帝國作戰，因此查士丁尼一世希望東羅馬帝國西邊能有一個緩衝國家把法蘭克王國與東羅馬帝國隔開。另一方面，東哥德人對貝利薩留的提議讓查士丁尼一世起了疑心。查士丁尼一世對貝利薩留之舉大為不滿，將他調往東邊對抗萨珊王朝，而將亚平宁半岛置於東羅馬帝國另一位地方官員約翰（John）的管理之下。
伊狄巴德在位僅約一年（540年－541年）。接下來繼位東哥德王國國王的的是艾拉里克（541年），但是旋即被殺害。再接下來在541年被選為東哥德王國國王繼位的是托提拉。托提拉與立場偏向東羅馬帝國的艾拉里克不同，是一個立場偏向東哥德人的國王，同時也是一位出色的領導者。他帶領東哥德人反抗東羅馬帝國。

565年的東羅馬帝國疆域。綠色部分為查士丁尼一世征服的土地。

當貝利薩留在545年回到義大利的時候，他發現情勢已經改變了。艾拉里克已經被殺害，親東羅馬帝國的東哥德貴族也被推翻，整個義大利北部又被東哥德人佔據，東哥德人甚至還將東羅馬帝國的军队逐出了羅馬城。
貝利薩留再度奪回羅馬，但是與貝利薩留已有嫌隙的查士丁尼一世沒有給貝利薩留足夠的支援與補給，使得貝利薩留只能採取守勢，並且失去了羅馬。548年，查士丁尼一世以他信任的納西斯將軍代替貝利薩留。
納西斯沒有讓查士丁尼一世失望。在納西斯的征服行動中，托提拉於552年戰死。552年繼位為東哥德王國國王的德亞（Teia）也於553年戰死。德亞是最後一位東哥德王國國王。
歷史上有記載的東哥德人的抵抗一直持續到550年代末。被擊敗之後，東哥德人從此自歷史舞台上消失。

## 貢獻
對義大利人而言，東哥德人也許只是歷史上一群侵略者。但是狄奧多里克給了義大利三十年的和平，在狄奧多里克的統治之下，義大利的情況不比五世紀時動亂的時代來得差，古典文明和大多數羅馬的社會制度在亚平宁半岛也保留下來了。
反而是東羅馬帝國擊潰東哥德王國之後，繼位的皇帝查士丁二世卻又無力保衛義大利。於是，當另一批日耳曼人——伦巴第人從568年開始入侵亚平宁半岛時，東羅馬帝國阻止不了倫巴底人對義大利施加的毁坏。

## 历代国王
統治義大利的東哥德王國的國王：
- 狄奧多里克 476年－526年
- 阿塔拉里克 526年－534年
- 狄奧達哈德（Theodahad）534年－536年
- 維蒂吉斯 536年－540年
- 伊狄巴德（Ildibad）540年－541年
- 艾拉里克（Eraric）541年
- 托提拉 541年－552年
- 德亞（Teia）552年－553年